# Comune di Næstved
Il comune di Næstved è un comune danese situato nella regione della Selandia con sede amministrativa nella cittadina omonima.

## Storia
Il comune è stato riformato in seguito alla riforma amministrativa del 1º gennaio 2007 accorpando i precedenti comuni di Fladså, Fuglebjerg, Holmegaard e Suså.
Il comune prende il nome dall'omonima città, sorta sul fiume Suså. La città viene riconosciuta ufficialmente nel 1135, ma studi archeologici suggeriscono che il luogo era abitato già dal VI secolo d.C.

## Centri abitati
I centri abitati principali del comune sono:
- Næstved (45 099)
- Fensmark (5 193)
- Fuglebjerg (2 269)
- Glumsø (2 221)
- Mogenstrup (2 011)